# Марі-Енн Ґабурі

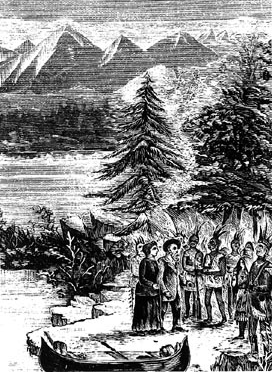
Марі-Енн і Жан-Батіст Лажимодьє зустрічаються з індіанцями, приблизно 1807 р.

Марі-Енн Лажимодьєр, з дому Ґабурі (2 серпня 1780 в Маскінонж, Квебек — 14 грудня 1875 у Сен-Боніфас, Манітоба) — франкоканадка, яка жила на початку 19 століття. Наприкінці 19 століття вона була першою жінкою європейського походження, яка поїхала на територію сучасної Західної Канади й оселилася там. Їхня дочка Джулі була матір'ю Луї Ріеля, засновника провінції Манітоба.

## Біографія
Ґабурі народилася в Маскінонж, селі поблизу Труа-Рів'єр. У молодості, після смерті батька, вела непомітне життя економки у сільського священника. 21 квітня 1806 року вона вийшла заміж за Жана-Батіста Лажимодьє, торговця хутром, який працював у компанії Гудзонової затоки на Землі Руперта. Відразу після весілля, і всупереч звичаям того часу, Ґабурі вирушила на захід зі своїм чоловіком. Вони пливли на каное з Монреаля до місця злиття річок Ассінібойн і Ред-Рівер (де сьогодні місто Вінніпеґ). Вони зимували в таборі метисів поблизу Пембіни, штат Північна Дакота, де в січні 1807 року народилася перша з їхніх семи дітей.
Наступної весни сім'я вирушила в долину річки Саскачеван, де вони залишалися до 1811 року. Марі-Енн Ґабурі була першою жінкою європейського походження, яка оселилася в канадських преріях. Протягом цього часу вона вела напівкочовий спосіб життя, супроводжуючи свого чоловіка в численних траперських виїздах та полюваннях на бізонів, які привели їх до території сучасної Альберти. Під час однієї з цих експедицій сім'я на короткий час потрапила в полон до людей народу тсу т'іна через їхні зв'язки з крі. Їм вдалося втекти верхи на конях, але місцеві воїни гнались за ними протягом п'ятьох днів, аж доки втікачі не знайшли прихисток у безпечному місці у Форт-де-Прері (на території сучасного Едмонтона). В інших випадках стосунки з першими народами були хорошими, і Ґабурі часто викликала цікавість корінного населення, оскільки вони вперше бачили білу жінку.
Коли стало відомо, що лорд Селкірк планує створити постійну колонію на Ред-Рівер, родина повернулася і була серед перших поселенців нової колонії Ред-Рівер навесні 1812 року. Перші роки колонії були відзначені суперечками між Компанією Гудзонової затоки та конкуруючою Північно-Західною компанією, які переросли у Пемміканську війну. Пара трималася осторонь конфлікту, але потім Колін Робертсон доручив Жану-Батісту Лажимодьє відвезти повідомлення лорду Селкірку до Монреаля. Взимку 1815-16 років Марі-Енн Ґабурі залишилася сама й мусила знайти притулок у тубільців, коли Форт-Даґлас зруйнувала Північно-Західна компанія.
На знак визнання його заслуг лорд Селкірк подарував Жану-Батисту Лажимодьє ділянку землі на Ред-Рівер, де він займався фермою до своєї смерті в 1855 році. Ґабурі померла у 1875 році у віці 95 років. Вона також пережила події повстання на Ред-Рівер, в якому її онук Луї Ріель (син її дочки Джулі, народився в 1822 році) відіграв провідну роль і зробив вагомий внесок у заснування провінції Манітоба.
École Marie-Anne-Gaboury, двомовна початкова школа у Вінніпезі, названа на її честь.
Уряд Канади в особі міністра, відповідального за Раду історичних місць і пам'яток Канади, вшанував Ґабурі (разом з її чоловіком) 15 січня 1981 року за її роботу та визнав її «Історичною особою національного значення».